# Campionati europei di pattinaggio di velocità 2017
I Campionati europei di pattinaggio di velocità 2017 sono stati la 111ª edizione della manifestazione. Si sono svolti dal 6 al 8 gennaio 2017 presso la Thialf di Heerenveen, nei Paesi Bassi.

## Podi

### Uomini
| Evento              | Oro         | Punti   | Argento         | Punti   | Bronzo      | Punti   |
| Allround (dettagli) | Sven Kramer | 148.699 | Jan Blokhuijsen | 149.816 | Bart Swings | 151.293 |
| Sprint (dettagli)   | Kai Verbij  | 139.230 | Kjeld Nuis      | 139.700 | Nico Ihle   | 139.785 |

### Donne
| Evento              | Oro               | Punti   | Argento           | Punti   | Bronzo             | Punti   |
| Allround (dettagli) | Ireen Wüst        | 161.125 | Martina Sáblíková | 162.288 | Antoinette de Jong | 162.645 |
| Sprint (dettagli)   | Karolina Erbanova | 152.180 | Jorien ter Mors   | 152.270 | Olga Fatkulina     | 152.535 |